# Agata und der Sturm
Agata und der Sturm ist ein Film von Silvio Soldini aus dem Jahr 2004.

## Handlung
Agata, eine Buchhändlerin mit einer inneren Energie ausgestattet, die Glühbirnen und Computer oder auch Verkehrsampeln zum Durchbrennen bringt, verliebt sich in einen viel jüngeren Mann. Ihr vermeintlicher Bruder Gustavo, ein gut situierter Architekt, erfährt plötzlich, dass er adoptiert wurde. In der Person von Romeo, ihrem echten Bruder, erhält die Familie nun Zuwachs von einem neuen Mitglied. Romeo, ein Modevertreter, der auch privat hinter jedem Rock her ist, aber seine gelähmte Frau über alles liebt, bringt mit seiner Unternehmungslust viel Schwung in das Leben der beiden „Geschwister“. Gustavo trennt sich von seiner Frau, die als Eheberaterin im Fernsehen zwar jede Ehe retten kann, ihre eigene im wirklichen Leben aber zerstört. Er vernachlässigt sein Architekturbüro und genießt es, zusammen mit Romeo ein Ausflugsparadies rund um einen Forellenteich zu planen. Agata ist der Dreh- und Angelpunkt in dieser fröhlichen, bunten Sommerkomödie, die durchaus auch ernste Themen anreißt.

## Kritik
„Silvio Soldinis Agata und der Sturm macht auf den ersten Blick glücklich, lässt einen beschwingt das Kino verlassen.“

„Episodisch verwobene Familiengeschichte mit zahlreichen skurrilen Figuren, farbenprächtig und sinnlich inszeniert. Spannungen, Schattenseiten und emotionale Untiefen werden nicht ausgelotet, sodass die Komödie etwas flach gerät.“

„Amüsante Abendunterhaltung ist das stürmische und liebenswürdige Tohuwabohu um Agata und ihre verwickelten Beziehungen aber allemal. Denn die Probleme und Problemchen, die kleinen Tragödien und das Herzweh, all die kleinen Lebensstürme, die das Leben bereithält, sind von Soldini leicht und farbenfroh verpackt, als wollte der Regisseur sagen: Nehmt doch nicht alles so wahnsinnig wichtig!“